# ザック・ブラフ
ザック・ブラフ（Zach Braff, 1975年4月6日 - ）は、アメリカ合衆国ニュージャージー州出身の俳優。

## 来歴
ユダヤ系 。父親は弁護士、母親は精神科医だが、両親は彼が子供の頃に離婚。4人兄弟の末っ子で、兄のジョシュは作家となった。遠縁にミット・ロムニーがいる。10歳の時に強迫性障害と診断されている。10歳から18歳までStagedoor Manorに参加する。
ノースウェスタン大学卒業.後、ニューヨークで舞台に立つようになる。1993年にウディ・アレンの『マンハッタン殺人ミステリー』で映画デビュー。2001年からテレビドラマ『Scrubs〜恋のお騒がせ病棟』の主演を演じてブレイクした。『Scrubs〜恋のお騒がせ病棟』のいくつかのエピソードを監督するなど製作にも関わった。
2004年には『終わりで始まりの4日間』を監督し、インディペンデント・スピリット賞新人作品賞を受賞した。2013年には、続編製作のためにファンから寄付を募った事でも話題となった。
2020年3月より、『Scrubs〜恋のお騒がせ病棟』を振り返るポッドキャスト「Fake Doctors, Real Friends With Zach + Donald」をドナルド・フェイソンとはじめた。

### 私生活
2004年から2006年までマンディ・ムーアと交際していた。その後ドリュー・バリモアとも噂があった。2009年よりモデルのTaylor Bagleyと交際していた。
2019年4月より21歳年下のフローレンス・ピューと交際していたが、2022年に破局した。

## 主な出演作品

### 映画
| 公開年 | 邦題 原題                                                             | 役名                     | 備考                   | 吹き替え |
| ------ | --------------------------------------------------------------------- | ------------------------ | ---------------------- | -------- |
| 1993   | マンハッタン殺人ミステリー Manhattan Murder Mystery                   | ニック・リプトン         |                        |          |
| 2000   | ブロークン・ハーツ・クラブ The Broken Hearts Club: A Romantic Comedy  | ベンジー                 |                        |          |
| 2002   | マペットのメリー・クリスマス It's a Very Merry Muppet Christmas Movie | ジョン・"J.D."・ドリアン |                        | 森川智之 |
| 2004   | 終わりで始まりの4日間 Garden State                                    | アンドリュー             | 監督・脚本・出演       | 加瀬康之 |
| 2005   | チキン・リトル Chicken Little                                         | チキン・リトル           | 声の出演               | 山本圭子 |
| 2006   | ラストキス The Last Kiss                                              | マイケル                 |                        |          |
| 2013   | オズ はじまりの戦い Oz: the Great and Powerful                        | フランク／フィンリー     | 声の出演               | 小森創介 |
| 2015   | WISH I WAS HERE 僕らのいる場所 Wih I Was Here                         | エイダン・ブルーム       | 主演・監督・脚本・製作 |          |
| 2016   | 疑わしき戦い In Dubious Battle                                        | コナー                   |                        |          |
| 2020   | カムバック・トゥ・ハリウッド!! The Comeback Trail                     | ウォルター               |                        |          |

### テレビシリーズ
| 公開年    | 邦題 原題                                           | 役名                   | 備考                | 吹き替え |
| --------- | --------------------------------------------------- | ---------------------- | ------------------- | -------- |
| 2001-2010 | Scrubs〜恋のお騒がせ病棟 Scrubs                     | ジョン・“JD”・ドリアン | 主演で175エピソード |          |
| 2005-2006 | アレステッド・ディベロプメント Arrested Development | フィリップ・リット     | 2エピソード         |          |
| 2012      | クーガータウン Cougar Town                          | ピザ配達員             | 1エピソード         |          |